# Zlatá mísa
Zlatá mísa (org. The Golden Bowl) je román anglického spisovatele Henryho Jamese z roku 1904.
Překrásná zlatá mísa se skrytou vadou symbolizuje zchudlého italského aristokrata, prince Ameriga, který si vezme mladou bohatou Američanku.

## Filmová adaptace
- Zlatá číše - britsko-francouzský film režiséra Jamese Ivoryho z roku 2000.